# Zbigniew Woźnicki
Zbigniew Woźnicki (21 de junho de 1958 — 26 de fevereiro de 2008) foi um ciclista de pista polonês. Competiu representando seu país, Polônia, nos Jogos Olímpicos de Verão de 1980 em Moscou.